# Flyulykken på Tenerife
Flyulykken på Tenerife den 27. marts 1977 var en kollision mellem to Boeing 747 jumbojets på startbanen i lufthavnen Los Rodeos Airport, Tenerife, De Kanariske Øer. Ved ulykken omkom i alt 583 mennesker, hvilket er den største flykatastrofe i historien, som ikke var følge af et terrorangreb.
Flyene, som var involverede i ulykken, var Pan Ams Flight 1736, en Boeing 747-121 under navnet Clipper Victor og KLM's Flight 4805, en Boeing 747-206B med navnet Rijn (opkaldt efter floden Rhinen). Begge fly var omdirigeret til Tenerife sammen med andre fly. Dette var på grund af en bombetrussel mod lufthavnen i Las Palmas, på naboøen Gran Canaria. Los Rodeos var overfyldt med fly, så startende fly skulle først taxie på startbanen før de kunne starte mod vinden. Der var tæt tåge og KLM-flyet var nået til enden af startbanen, mens Clipper Victor taxiede ned ad startbanen i sin søgen efter en udkørsel til en rullebane, den kunne dreje af ved. KLM-flyet meldte "We are now at take-off." i stedet for det korrekte "ready for take-off". Den første sætning er tvetydig, mens den anden venter på en starttilladelse. (Nu om dage anvendes udtrykket "ready for departure" fra flyet, og kun tårnet må bruge udtrykket take off, når de siger Cleared for take off" netop for at undgå misforståelser.
Kontroltårnets "OK" blev fejltolket som en starttilladelse af KLM-flyet, så det accelererede. Tårnets "stand by for take-off, I will call you" blev transmitteret samtidigt med Pan Am-flyets melding, "We're still taxiing down the runway, the Clipper 1736!". De to vigtige radiomeldinger interfererede med hinanden, så KLM-flyet modtog ikke nogen af dem. Da begge kaptajner får øje på hinanden, forsøger KLM-kaptajnen at lette over Pan Am-jumboen, mens Pan Am-kaptajnen forsøger at dreje skarpt væk, for at undgå kollisionen. KLM-flyet skar nærmest Pan Am-flyets øverste del af, men styrtede ned og eksploderede.
Alle i KLM-flyet omkom, mens 61 mennesker formåede at overleve og flygte fra det ødelagte Pan Am-fly. I alt 583 mennesker ombord på de to fly omkom ved ulykken, hvilket er den største flykatastrofe i historien. Det største antal omkomne ved en flyulykke involverende blot et enkelt fly er Japan Airlines Flight 123, hvor 520 omkom.